# Асопао

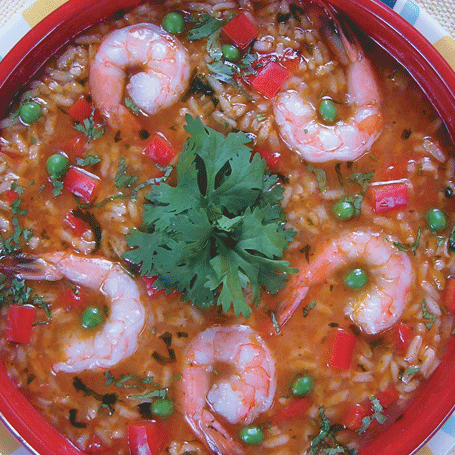
Креветки asopao

Асопао — це рагу чи суп, які можна приготувати з курки, свинини, яловичини, морепродуктів з креветок, овочів. Асопао — це національний суп Пуерто-Рико і один з найважливіших гастрономічних рецептів Пуерто-Рико.

## Домініканська республіка
Версії асопао зустрічаються в багатьох країнах Карибського басейну, включаючи Домініканську Республіку, де додають chicharrones de pollo (невеликі шматочки смаженої курки або курячої шкіри) або кокосове молоко та креветки.

## Пуерто-Рико
Існує варіант, що базується на паельї з іспанського рису, включає курку, кролика та різноманітні морепродукти, приготовані у вині з хересу.
Варіант з куркою (asopao de pollo) зазвичай подають з варениками з плантанами. Це звичайна святкова страва на Різдво та інших свят. Asopao de pollo також може включати пиво, копчену шинку, шинку, кукурудзу на качанах з приправою кмину, аннато та насіння коріандру.
Asopao de marisco є другим за популярністю після Asopao de pollo. Він включає молюсків, креветок, кальмарів, восьминогів, рибу, омарів, крабів, гребінці та мідії.
Asopao de gandules замінює рис голубиним горошком. М'ясо (зазвичай запечена свинина, яловичина чи бичачий хвіст), кабачки, коренеплоди та пельмені з зеленим бананом, плантанами, аннато, молока, яєць та борошна або кукурудзяного борошна. Вареники до страви роблять розміру кульки для гольфу і часто приправляють зеленню. Їх смажать перед тим, як опустити в суп.
Асопао зазвичай ароматизується вином, бульйоном, лавровим листом та орегано, додають софіто, оливки, каперси та рис, що є найважливішою частиною. Гарніром може бути горошок і мохіто ісленйо, хліб, тостони та авокадо.

## У популярній культурі
Асопао згадується в «Карибській змові» Бренди Конрад, про історію, яка відбувається в Пуерто-Рико, яка була опублікована в 1942 р. і надрукована щотижневою серією в десятках газет США в 1943 р.
Асопао мимохідь згадується у сьомому епізоді третього сезону серіалу Netflix «Сміливець» під назвою «Наслідки».
Асопао визнано улюбленою стравою доктора Х'ю Калвера у другому сезоні 8 епізоду «Зоряного шляху: Відкриття».